# يوان كوال
يوان كوال (بالفرنسية: Yoann Kowal)‏ هو عداء فرنسي متخصص في 1500 متر و3000 متر موانع. مثل بلاده في الأولمبياد. سبق أن فاز بالميدالية الذهبية في بطولة أوروبا لألعاب القوى.

## سجل المنافسة
| العام      | المسابقة                                      | المكان     | المركز     | حدث          | ملاحظة     |
| يمثل فرنسا | يمثل فرنسا                                    | يمثل فرنسا | يمثل فرنسا | يمثل فرنسا   | يمثل فرنسا |
| ---------- | --------------------------------------------- | ---------- | ---------- | ------------ | ---------- |
| 2006       | بطولة العالم للناشئين لألعاب القوى 2006       | بكين       | 14         | 3000 م موانع | 8:58.74    |
| 2007       | بطولة أوروبا لألعاب القوى تحت 23 سنة 2007     | دبرتسن     | 11         | 3000 م موانع | 9:41.75    |
| 2009       | بطولة أوروبا لألعاب القوى داخل الصالات 2009   | تورينو     | 3          | 1500 م       | 3:44.75    |
| 2009       | بطولة أوروبا لألعاب القوى تحت 23 سنة 2009     | كاوناس     | 6          | 1500 م       | 3:51.98    |
| 2009       | بطولة العالم لألعاب القوى 2009                | برلين      | 40         | 1500 م       | 3:46.42    |
| 2010       | بطولة أوروبا لألعاب القوى 2010                | برشلونة    | 5          | 1500 م       | 3:43.71    |
| 2011       | بطولة أوروبا لألعاب القوى داخل الصالات 2011   | باريس      | 15         | 1500 م       | 3:48.51    |
| 2011       | بطولة العالم لألعاب القوى 2011                | دايغو      | 8          | 1500 م       | 3:37.44    |
| 2012       | بطولة العالم لألعاب القوى داخل الصالات 2012   | إسطنبول    | 10         | 3000 م       | 7:47.81    |
| 2012       | ألعاب القوى في الألعاب الأولمبية الصيفية 2012 | لندن       | 21         | 1500 م       | 3:43.48    |
| 2013       | بطولة أوروبا لألعاب القوى داخل الصالات 2013   | غوتنبرغ    | 4          | 3000 م       | 7:50.89    |
| 2013       | بطولة العالم لألعاب القوى 2013                | موسكو      | 8          | 3000 م موانع | 8:17.41    |
| 2013       | الألعاب الفرانكوفونية 2013                    | نيس        | 2          | 3000 م موانع | 8:43.79    |
| 2014       | بطولة أوروبا لألعاب القوى 2014                | زيورخ      | 1          | 3000 م موانع | 8:26.66    |
| 2015       | بطولة أوروبا لألعاب القوى داخل الصالات 2015   | براغ       | 23         | 1500 م       | 3:49.99    |
| 2015       | بطولة العالم لألعاب القوى 2015                | بكين       | 20         | 3000 م موانع | 8:41.65    |

## روابط خارجية
- يوان كوال على موقع الاتحاد الدولي لألعاب القوى (الإنجليزية)
- يوان كوال على موقع الاتحاد الفرنسي لألعاب القوى (الفرنسية)
- يوان كوال على موقع الدوري الماسي (الإنجليزية)
- يوان كوال على موقع اللجنة الأولمبية الدولية (الإنجليزية)
- يوان كوال على موقع أوليمبيديا (الإنجليزية)
- يوان كوال على موقع اللجنة الأولمبية الفرنسية (مؤرشف) (الفرنسية)